# Norman Cafik
Norman Augustine Cafik (29 décembre 1928-30 septembre 2016) est un homme politique canadien de l'Ontario. Il est député fédéral libéral de la circonscription ontarienne d'Ontario de 1968 à 1979.

## Biographie
Né à Toronto en Ontario, Cafik naît d'un père d'origine ukrainnienne et d'une mère d'origine irlando-écossaise. 
Tentant sans succès d'être élu en 1962 et en 1963, il parvient à être élu député de la circonscription d'Ontario à la Chambre des communes du Canada en 1968. Réélu en 1972 et en 1974, il est défait en 1979.
Initialement déclaré défait face à l'ancien ministre Frank Charles McGee sous Diefenbaker en 1972, sa victoire par une marge de 4 votes est confirmée à la suite d'un recomptage.
Il brigue le poste de chef du Parti libéral de l'Ontario lors de la course à la direction en 1973, mais s'incline en deuxième position derrière Robert Nixon (en).
En 1977, il devient le second ministre d'origine ukrainienne à accéder au cabinet du Canada alors que Pierre Elliott Trudeau le nomme ministre d'État au Multiculturalisme (son prédécesseur dans la circonscription, Michael Starr, étant le premier). Défait en 1979, il retourne à la vie privée et meurt en septembre 2016.